# ويليام فاغاردو
ويليام فاغاردو (بالإسبانية: William Fajardo)‏ هو مبارز بالسيف مكسيكي، ولد في 15 أكتوبر 1930 في ماردة في المكسيك.

## وصلات خارجية
- ويليام فاغاردو على موقع اللجنة الأولمبية الدولية (الإنجليزية)
- ويليام فاغاردو على موقع أوليمبيديا (الإنجليزية)